# Hey You, I Love Your Soul
Hey You, I Love Your Soul je druhé studiové album americké křesťanské rockové skupiny Skillet. Album vyšlo 21. dubna roku 1998.

## Seznam skladeb
| Pořadí         | Název                      | Délka |
| -------------- | -------------------------- | ----- |
| 1.             | Hey You, I Love Your Soul  | 2:59  |
| 2.             | Deeper                     | 3:48  |
| 3.             | Locked in a Cage           | 3:55  |
| 4.             | Your Love (Keeps Me Alive) | 3:56  |
| 5.             | More Faithful              | 3:45  |
| 6.             | Pour                       | 4:19  |
| 7.             | Suspended in You           | 3:09  |
| 8.             | Take                       | 4:13  |
| 9.             | Coming Down                | 5:07  |
| 10.            | Whirlwind                  | 4:02  |
| 11.            | Dive Over In               | 3:43  |
| 12.            | Scarecrow                  | 4:17  |
| Celková délka: | Celková délka:             | 47:07 |

## Sestava

#### Skillet
- John Cooper – zpěv, basová kytara, klavír
- Trey McClurklin – bicí, doprovodný zpěv
- Ken Steorts – kytara, doprovodný zpěv

#### Ostatní hudebníci
- Skidd Mills – bicí
- Christopher Reyes – doplňkové smyčky
- Korey Cooper – doplňkové doprovodné vokály na 5